# Joseph Aboukhater
Joseph Ibrahim Aboukhater (* 1905 in Zahlé; † unbekannt) war ein libanesischer Diplomat und Politiker.

## Leben
Aboukhater trat nach dem Studium im Libanon und in Frankreich in den Auswärtigen Dienst des Libanon. Er war Botschafter seines Landes in Italien, Österreich und Mexiko. 1944 wurde er zum Generalsekretär des Außenministeriums ernannt. Von 1958 bis 1966 war er Botschafter in Kairo, danach Ständiger Vertreter des Libanon bei der Arabischen Liga. 1967 schied er aus dem diplomatischen Dienst aus.
1968 wurde er als Abgeordneter in das libanesische Parlament gewählt, 1969 ernannte ihn Ministerpräsident Rashid Karami zum Erziehungsminister.

## Ehrungen
- 1960: Großes Verdienstkreuz mit Stern und Schulterband der Bundesrepublik Deutschland